# 渡辺宏 (日立マクセル)
渡辺 宏（わたなべ ひろし、1927年8月18日 - 2007年7月17日）は、日本の経営者、理学博士。日立マクセル社長を務めた。

## 経歴
長野県出身。1952年に東京大学理学部物理学科を卒業し、同年に日立製作所に入社。1973年11月に取締役に就任し、1979年6月に常務、1983年6月に専務、1985年6月に副社長を経て、1989年6月には日立マクセル社長に就任。1995年6月から相談役を務めた。1996年6月に東電工業監査役に就任。
1989年4月に藍綬褒章を受章。
2007年7月17日虚血性心疾患のために死去。79歳没。